# Ojamajo Doremi
Ojamajo DoReMi (おジャ魔女どれみ?  lit. «Bruja problemática DoReMi»), también conocida como Magical Doremi en algunos países, es una metaserie[cita requerida] de anime del género Magical girls creada por Izumi Todo y producida por Toei Animation.
Se centra en un grupo de niñas de la escuela primaria, dirigido por Doremi Harukaze, que se convierten en aprendices de brujas. La serie se transmitió en Japón por la cadena TV Asahi y TV Tokyo, entre febrero de 1999 y diciembre de 2004, consiguiendo mucha popularidad entre las niñas de Japón, tanto que abarcó cuatro temporadas y 201 episodios, y fue seguida por una serie de OVAs publicadas entre junio y diciembre de 2004. La franquicia también ha dado lugar a dos películas, varias adaptaciones al manga, y una secuela de Novelas ligeras.
Ojamajô es un término despectivo para referirse a las aprendices de bruja, y es una palabra inventada de la combinación de las palabras ojama (molesta) y majô (bruja). Doremi es el primer nombre de la protagonista de la serie y su nombre hace alusión con este anime basado en las notas musicales.[cita requerida]

## Anime
La serie cuenta con un total de 214 episodios divididos en cinco sagas: Ojamajô Doremi, Ojamajô Doremi Sharp (#), Motto! Ojamajô Doremi, Ojamajô Doremi Dokkan! y Ojamajô Doremi Naisho. En Japón, Italia, Francia y España han sido emitidas las cuatro temporadas, en México la primera y segunda temporada, En Chile y los demás países de Latinoamérica solo la primera temporada; mientras que en Estados Unidos solo emitieron la primera temporada 26 episodios por televisión y los otros restantes por streaming.

### Ojamajô Doremi/Magical Doremi
Es la primera temporada y consta de 51 episodios.
Doremi Harukaze es una estudiante de tercer grado de primaria, es muy enamoradiza. Sin embargo, debido a sus fatalidades, ella se autonombra "la niña más desafortunada del mundo". En una ocasión, visita una misteriosa tienda de antigüedades conocida como Maho-Do (MAHO堂?), donde conoce a una anciana que se parecía mucho a una bruja de cuentos de hadas, por lo que Doremi le dice que es una "bruja". Debido a que fue descubierta, la anciana se convirtió en un pequeño renacuajo verde. El nombre de la anciana es Bruja Rikka, y ella es una majogaeru (Bruja Rana), que no es capaz de regresar a su forma humana después que se haya convertido en una, salvo por la persona que la convirtió. Es entonces cuando Doremi intenta convertirse en una poderosa bruja a cambio de volver a la Bruja Rikka a la normalidad. Así, es capaz de convertirse en una bruja cuando lo desee, pero el entrenamiento como aprendiz de bruja es mucho más difícil de lo que ella esperaba. La magia es algo difícil de obtener y más de manejar para las chicas humanas, pero si creemos, lo lograremos. 

El Minarai Tap, utilizado por las protagonistas para transformarse en brujas.

Posteriormente, sus amigas Hazuki Fujiwara y Aiko Seno deciden también convertirse en aprendices de bruja. Después conocen a otra chica, Onpu Segawa , una famosa actriz y cantante en Japón, que también es una bruja. Al principio no se llevaban bien con ella, pero hacia el final de la serie se vuelven muy buenas amigas.
Durante el transcurso de la serie también se les une la hermana de Doremi, Popu, gracias a que descubre a su hermana y a sus amigas haciendo un hechizo. La pequeña logra convencer a Doremi de que la convierta en "aprendiz", aunque no desarrolla sus poderes del todo porque siempre faltaba a las pruebas para avanzar de nivel (siempre se dormía, pues las pruebas eran de noche). Solo en un capítulo donde se queda en el Kinder al que asiste los usa, solo por retar a un compañero de salón/clase.
Para ser brujas Doremi y las demás tienen que pasar 9 niveles de exámenes. En cada uno de ellos se ponen a prueba diferentes cualides que debe poseer siempre una auténtica bruja:
- Nivel 9 (conjuros básicos): Usar la magia para que aparezca lo que te pidan. Doremi suspendió este examen por lo que la prueba que se le puso para recuperar fue la de encontrar una planta mágica para curar el resfriado de una de las examinadoras.
- Nivel 8 (superación de miedos): Llegar a la cima de una montaña, colocar una bandera en un determinado lugar y volver antes de que transcurran tres horas. Previamente se les pedirá a las aprendices de bruja que escriban en un papel lo que más temen para que, sin que ellas lo sepan, se conviertan en obstáculos en su camino. Doremi y las demás suspendieron el examen por no llegar a tiempo pero la reina las dio por aprobadas ya que ayudaron a la pareja del pulpo y el calamar a reencontrarse.
- Nivel 7 (orientación con la escoba): Encontrar dos anillos mágicos con ayuda de un mapa, llegar a la meta y volver antes de que se agote el tiempo. Sin embargo Doremi y las demás no hicieron este examen sino que las dieron por aprobadas ya que las examinadoras se fueron a un balneario.
- Nivel 6 (resolución de problemas en situaciones límite): La prueba cambia cada vez que se realiza: En el caso de Doremi y las chicas las examinadoras decidieron aprobarlas en cuanto consiguieran alguna bolita mágica ya que la bruja Ruka les robó la tienda y no tenían dinero para comprar más. En el caso de Hana ella debía encontrar a la mascota extraviada de una de las examinadoras, concretamente una tortuga que se fue al Mundo de los Magos.
- Nivel 5 (capacidad de deducción): La prueba cambia cada vez que se realiza: Doremi y las chicas tuvieron que averiguar qué es lo que querían las examinadoras no usando la magia sino haciendo figuritas de plastilina endurecible. En el caso de Popu tenía que encontrar de entre una muchedumbre de brujas rana a una en particular.
- Nivel 4 (coordinación con el hada): Ganar en una carrera a un conejo y a una tortuga usando a las hadas.
- Nivel 3 (toma de decisiones): Superar un camino lleno de pruebas antes de que se acabe el tiempo con la magia limitada a solo 2 conjuros. Doremi suspendió este examen pero la reina se lo dio por aprobado como deseo al superar la prueba de la actuación.
- Nivel 2 (conjuros avanzados): La prueba cambia cada vez que se realiza: Doremi y las chicas tuvieron que realizar una actuación que dejase sorprendidas a todas las brujas. Popu tuvo que averiguar cómo mover un árbol mágico que se había puesto en mitad de un camino.
- Nivel 1 (capacidad de ayudar a los demás): Usar la magia para ayudar a alguien y que te dé las gracias antes de que se ponga el sol. Puesto que Onpu no paraba de hacer magia prohibida para cambiar el alma de los demás a su voluntad se les advirtió que si alguna hacía algún conjuro prohibido estaría directamente suspensa. A Hana no se lo dieron por aprobado ya que otra norma que posee este examen es que no podían ser descubiertas usando la magia, y a pesar de que ayudó a Reika y le dio las gracias tuvo que usar su magia delante de ella, pero la reina decidió otorgarle el cristal mágico ya que hizo un gran esfuerzo junto con las demás al eliminar la tristeza de la reina anterior. Popu sí consiguió aprobar el examen, pero aún no podía obtener su cristal mágico, ya que le faltaba conseguir una bolita certificada por buena acción. No obstante la reina decidió dárselo a ella también por la misma razón que a Hana, y porque ella deseaba con todo su corazón convertirse en bruja junto con las demás.

- Si en alguno de los exámenes se demuestra un gran dominio de la magia es posible aprobar varios niveles en un solo examen, como en el caso de Popu, Onpu y Hana.

- También es necesario realizar dos buenas acciones que la reina considere apropiadas. Doremi y las chicas consiguieron una bolita certificada por ayudar a las Brujas Rana que fueron arrastradas al Mundo de los Humanos a volver a su mundo antes de que causaran estragos. La segunda bolita fue otorgada por ayudar a Santa Claus a repartir los regalos de Navidad. Popu consiguió la primera bolita por proteger la Guardería Mágica mientras se examinaba del tercer nivel y la segunda por ayudar a Doremi y las demás a eliminar la tristeza de la Reina Anterior. Hana no obtuvo ninguna bolita certificada, pero pudo recuperar igualmente su cristal mágico. Se desconoce cómo obtuvo Momoko sus dos bolitas certificadas y Onpu una de ellas, ya que solo se le vio obtener una única por ayudar a Santa Claus.

- Una aprendiz de bruja puede quedar privada de sus poderes mágicos de forma permanente si usa la magia prohibida o si su colgante mágico se rompe. Si se convierte en una bruja rana, también perderá sus poderes mágicos salvo que la persona que la descubrió se convierta primero en bruja y la devuelva a la normalidad. No obstante, la reina se reserva el derecho de devolverle sus poderes siempre y cuando su cristal no se haya roto, puesto que esta norma existe desde tiempos inmemoriales y no se puede quebrantar a la ligera.

A medida que aprueban los niveles las aprendices de bruja reciben ciertas recompensas aparte de obtener poderes más complejos: Con el nivel 9 (8 en Dokkan) reciben un hada y la capacidad de poder realizar el carrusel mágico; con el 6 un trecordeón (fusionando el cracordeón con un instrumento) que otorga magia más poderosa y un tubo mágico en el que se guardan las bolitas certificadas que a partir de ese punto recibirán cada vez que aprueben un examen y realicen una buena acción; y con el nivel 1 se les permite realizar pruebas alternativas en caso de perder el derecho a convertirse en brujas para recuperar ese derecho (revisiones médicas de un bebé, exámenes de repostería, etc). Una vez que obtengan 8 bolitas certificadas (6 de exámenes más dos de realizar buenas acciones) reciben el cristal mágico de bruja (aunque pequeño ya que tiene que crecer a medida que los poderes de su dueña aumenten).
Una vez que el cristal mágico es lo suficientemente grande, la aprendiz de bruja puede devolverle sin problemas su apariencia normal a la bruja rana que descubrió. Además está preparada para convertirse en una bruja de pleno derecho, aunque primero deberá estar segura de hacerlo de verdad ya que una bruja vive mucho más que un humano, concretamente muchos siglos. Si la aprendiz acepta, dejará de ser humana para convertirse en bruja y su hada se convertirá en adulta (crecerá y será capaz de hablar). Si no acepta, deberá devolver el medallón y le será devuelto su instrumento que utilizó para formar su trecordeón. Además, su hada permanecerá dormida en una caja y le será entregada a otra aprendiz que apruebe el examen (esto no ocurre si la aprendiz pierde el derecho de ser bruja, aunque tampoco podrá seguir con su dueña). Solo un número muy reducido de aprendices de bruja han llegado a este punto. Normalmente no consiguen aprobar todos los exámenes o no deciden convertirse en brujas después de devolverles a su maestra su forma normal. La única aprendiz de bruja que se sabe que llegó a convertirse en bruja fue la madre de la reina.
Además de ejercer los exámenes, la reina les asigna el rango de aprendices de bruja piurlen en donde Doremi y sus amigas tienen una nueva tarea: recuperar las cartas negras con la ayuda de Bigotes (un mago rana que fue encerrado en una computadora portátil debido a que el robo las cartas negras), estas cartas fueron esparcidas por Misora (siempre poseyendo un objeto) causando desgracias y mala suerte a quien poseyera el objeto maldecido. Recuperando las cartas Oyayide/Bigotes regresaría a su forma original, la cual recupera en Sharp.
El final de la temporada consiste en que mientras Doremi y sus amigas estaban completando el examen de 1.er grado (el último) mientras sobrevolaban Misora, son descubiertas por Kaori Shimakura (la fotógrafa escolar), quien da varios avisos a conocidos de la zona diciendo que Doremi, Aiko y Hazuki son brujas y además les sigue la pista. Al llegar a la tienda mágica, Kaori y su grupo descubren a Doremi y sus amigas en la entrada al mundo de las brujas. Onpu interviene y utiliza magia prohibida para alterar los sentimientos del grupo, borrando lo último que han visto. Al hacerlo, Onpu cae en estado de coma ya que la pulsera que anulaba las consecuencias por usar magia prohibida se rompió, y la única forma de despertarla es utilizando la magia prohibida para poder ayudarla. Sin embargo, había una probabilidad mínima de salvarla, y al utilizar esta magia deberán renunciar a sus poderes, según las palabras de la reina (eso es debido a que la reina puede conceder un permiso especial para usar magia prohibida, pero es su obligación imponer un castigo para evitar que sufran una desgracia). Después de meditarlo, utilizan el carrusel mágico y salvan a Onpu. La temporada termina con la despedida de Doremi y sus amigas hacia la Bruja Rikka(quien decide irse porque nunca podrá recuperar su forma) y las hadas, que se marchan al mundo mágico.

### Ojamajô Doremi # (Sharp)/Magical Doremi # (Sharp)
Es la segunda serie de Ojamajo Doremi. Consta de 49 episodios.
Apenas ha pasado un día después de la despedida. Las protagonistas tenían pensado despedirse de la Bruja Rika y de las hadas. Al llegar, se enteran de que se habían ido antes de que llegaran para no tener que despedirse con una amarga tristeza. Sin embargo, descubren que a la Bruja Rika se la han quedado pertenencias y la puerta del mundo mágico estaba abierta, por lo que deciden ir allá y entregarle personalmente sus objetos personales. Mientras van de camino toman un atajo por el jardín de la reina, donde se encuentran por primera vez con Hana-chan. En esta serie Doremi y sus amigas ayudan a cuidar a Hana-chan, que nació de una flor de la rosa de la reina del mundo de las brujas y es heredera del trono de dicho mundo. Además, deben hacer que pase sus exámenes de salud para volver a ser consideradas aprendices de bruja legítimas. La pediatra que dirige las revisiones médicas (la cual pertenece a las Brujas del Senado) se llama Bruja Corazón, la cual es sumamente estricta con el cuidado de un bebé bruja y está constantemente regañando a las madres adoptivas, en especial a las aprendices, puesto que estaba completamente en contra de que unas humanas cuidasen a una bruja, en especial a una con poderes incontrolabes, hasta el punto de amenazarlas con quitarles al bebé si no eran lo suficientemente adecuadas para cuidarla. No obstante, a medida que pasaban las revisiones, empezó a darse cuenta de que al final sí que fue una buena idea que fueran ellas las que cuidasen a la pequeña Hana, por lo que consiguieron pasar correctamente todas las revisiones médicas. Hana-chan es también el blanco de secuestradores de la tierra de los magos, puesto que su previo rey hizo una apuesta con la reina de las brujas y al perder tuvo que darle una gran porción de sus tierras al reino de las brujas. Molesto por ello, el conde Philip S. Oyiyide le ordena a Oyayide/Bigotes que complete el secuestro (según las órdenes del rey de los magos) en donde al hacerlo ambos serían promovidos a magos de mayor rango. Más tarde se les une los FLAT, un grupo de cuatro aprendices de magos que fingen ser aliados de Doremi y sus amigas durante gran parte de la temporada (y cuyo objetivo es ayudar a Bigotes), por lo tanto Hana debe ser protegida por Doremi y sus amigas. 
Durante esta temporada Doremi y las demás ya no utilizan las bolitas mágicas para realizar conjuros. En su lugar, utilizan unas poderosas semillas llamadas "semillas mágicas". Están ubicadas en el interior del medallón, que actúa como caja para guardarlas. Su función es exactamente igual a la de las bolitas mágicas, con la diferencia de que los conjuros son mucho más poderosos y cada una de ellas puede usarse más de una vez si los conjuros son básicos. Sin embargo, son muchas más caras que las bolitas mágicas, por lo que la Bruja Rika llegó a volverse sumamente estricta cuando empezaron a quedarse sin ellas. Se pueden obtener de manera gratuita enterrándolas y cuidándolas como si fueran plantas (son semillas propiamente dichas). Sin embargo, es difícil hacerlas crecer, tardan casi un año en empezar a dar sus frutos y puede que no lo hagan nunca. Todas consiguieron hacer que salieran más semillas menos Doremi, que su planta crecía mucho más despacio que las demás. Al final de la temporada descubrieron que la razón no era porque la planta no la cuidase bien, sino porque la semilla que enterró iba a dar lugar al florecimiento de unas poderosas "Semillas Reales".
Al final de la serie, las brujas y los magos se reconcilian debido a que el conde Philip S. Oyiyide interpretó mal las palabras del Rey actual y solo quería prestada a Hana para volver a su antigua forma (ya que estaba convertido en un grenoil como la bruja majorka), y no para causar una guerra con el mundo de las brujas. La Reina se disculpó con el Rey de los magos, puesto que los conflictos se producían por no haber llegado nunca a un acuerdo entre ambos mundos, por lo que usó sus poderes para que el mundo de los magos reviviera y pudieran nacer nuevos magos (los cuales estaban en peligro de extinción por las condiciones en las que estaban) aunque no pudieron recuperar las tierras que antes le pertenecían, ya que eso sería un proceso más complicado. Finalmente, la última enemiga de esta temporada es la antigua reina de las brujas (Majo Tourbillon), quien maldijo a Hana para que contrajera una grave enfermedad, que tarde o temprano le provocaría la muerte. Y para poder salvarla Doremi y sus amigas tienen que buscar una flor llamada "el Amor Supremo" en el bosque encantado donde está la antigua reina y para poder obtener dicha flor tienen que atravesar una barrera (impuesta por la misma antigua reina) y para poder atravesarla tienen que demostrar que desean profundamente conseguir la flor. Sin embargo, si fracasan caerían en una maldición y dormirían por 1000 años. Una por una intentaron tomar la flor y por ende caían bajo la maldición. Doremi consiguió hacerse con la flor que hizo que Hana se salvara aunque también fue víctima de la maldición. La flor consiguió curar a Hana, cosa que hizo que la reina se emocionara hasta el punto de intentar usar la magia prohibida para despertar a las aprendices sin importarle lo más mínimo las consecuencias. Pero en el momento de más extremo suspenso Hana las llama por sus nombres y eso hace que la maldición dejase de hacer efecto en las niñas. Lamentablemente a pesar de haber completado y aprobado todos los exámenes de salud de Hana, Doremi y sus amigas tuvieron que usar todo el poder de sus cristales mágicos (en el momento de enfrentar a la antigua reina) que se les otorgaba a las brujas graduadas. Al usar todo el poder, se rompió. Como a una bruja solo se le puede otorgar un solo cristal mágico, perdieron el derecho de poder convertirse en brujas y por ende vuelven a ser humanas. Popú también tuvo que devolver el medallón, ya que al principio de la temporada la reina hizo una excepción y le devolvió sus poderes para que se convirtieran todas juntas en brujas (se sabe esto porque en la despedida ella se subió al carruaje sin el traje de aprendiz). Además, ya había pasado el año del cuidado de Hana por lo que ella se quedó en el mundo de las brujas. Sin embargo, la bruja Rika decidió seguir trabajando en la tienda con la esperanza de que Hana crezca y pueda romper la maldición de la reina anterior y así poder recuperar su apariencia.
En esta temporada las chicas obtienen el poder de la Patrulla Real, una magia muy poderosa ya que cada conjuro tiene la fuerza equivalente a la de un conjuro realizado con el carrusel mágico. Sin embargo, tiene un inconveniente: las semillas mágicas que necesitan son muy escasas ya que solo nacen un par de ellas cada 10 años, y solo se pueden realizar dos conjuros por semilla, por lo que no se pueden malgastar. Además, solo se pueden usar por un objetivo en concreto asignado por la reina (En el caso de Doremi y las chicas para salvar a Hana cuando esté en apuros). Solo usaron este poder en esta temporada.
También obtienen cuatro teléfonos que sirven para comunicarse y para poder usar el carrusel mágico sin tener que estar todas juntas.

### Mo~tto! Ojamajo Doremi/Magical Doremi 3 (en España)
Es la tercera serie de Ojamajo Doremi y consta de 50 episodios.
En esta serie aparece Momoko Asuka, una mahou-shoujo (magic girl) japonesa estadounidense. La reina del mundo de las brujas pide al Senado de Brujas que reconozcan a Doremi, Onpu, Hazuki y Aiko como brujas expertas (aunque sus cristales mágicos fueron destruidos en la previa temporada), pero muchas senadoras se oponen, decidiendo que las niñas serán aprendices de brujas, y que deben hacer una prueba de sus habilidades mágicas. Su prueba es hacer pasteles, así que la floristería mágica es reabierta como la pastelería mágica.
Puesto que la temporada está relacionada con los dulces las chicas realizaban conjuros con "azúcar mágico". Es mucho más poderoso y caro que las "semillas mágicas", ya que no solo permite usar magia, sino que sirve como ingrediente especial de los dulces, que hace que aquel que los coma tenga un sentimiento muy fuerte en función de lo que se deseó en el momento en que se añadió. Es imposible aprobar los exámenes de pasteles sin este ingrediente. Además, tampoco podían desperdiciar el ingrediente mágico no solo por su alto precio, sino porque solo la reina puede recargar las herramientas con dicho azúcar, por lo que Doremí recibía constantes reprimendas al usar la magia para sus caprichos.
Durante la serie, la antigua reina del mundo de las brujas intenta impedir que Hana se vuelva más fuerte, haciendo que le desagraden los vegetales, esenciales para su salud y fuerza. Así que las aprendices de bruja ayudan a Hana para que consuma vegetales, añadiéndolos a sus pasteles. Al principio, Doremi y las demás no podían ver a Hana, puesto que se les advirtió que en el Mundo de las Brujas existe una ley que prohíbe a las madres adoptivas volver a ver a sus hijas una vez pasado el año de su cuidado. Las bebés brujas pasarán a ser cuidadas en la Guardería de la Bruja Mira hasta que sean lo suficientemente grandes como para poder abandonarla y vivir de manera independiente. Cuando Doremi y las chicas aprobaron el primer examen de pastelera impuesto por la bruja Mira, la directora de la guardería, les concedió permiso para ir a ver a Hana, pero sin interactuar con ella. No obstante, poco después, decidió hacer una excepción con ellas y permitió que la fueran a ver un rato de vez en cuando. Más adelante, Hana usó su magia para traer a todas las madres (incluyendo a Doremi) a la guardería mágica, por lo que al final decidieron abolir esa norma, y que ninguna bebé bruja fuera separada de su madre. Al final de la temporada las cinco chicas hicieron el pastel favorito de la reina anterior que su marido hacía para ella, el Amado Torbellino. Al dárselo, la reina abrió un poco su corazón y el bosque encantado volvió a la normalidad. Como habían aprobado todos los exámenes de las brujas del senado la reina las convertiría en brujas muy pronto. La razón por la que no les otorgó el cristal mágico en ese momento fue porque la única forma de que consiguieran nuevos colgantes es que la reina rompiera en trozos parte del suyo y se los diera a las aprendices. Eso reduciría mucho su poder, y no podía tomar esa decisión a la ligera, por lo que antes lo preparó todo para que en la siguiente temporada las chicas pasaran una última prueba: eliminar por completo la tristeza de la Reina Anterior. 
En esta temporada, las cinco chicas cuentan con un traje reversible: por un lado está el uniforme de aprendiz de bruja, y por el otro está el uniforme de pastelera, el cual utilizan mientras trabajan en la tienda y cuando realizan los exámenes. Puesto que al principio Momoko solo sabía hablar inglés, el traje de pastelera cuenta con un micrófono traductor para que pueda comunicarse con los demás sin problemas. En el traje de bruja, ese traductor se encuentra incorporado en los pendientes. Para la cuarta temporada, ya no dependía de esta herramienta.
La serie de OVAs, "Ojamajo Doremi Na-i-sho" que consta de 13 episodios y la película El secreto de la Rana de Piedra se lleva a cabo durante este marco de tiempo.

### Ojamajo Doremi Dokka~n!/Magical Doremi 4 (en España)
Es la cuarta serie de Ojamajo Doremi. Consta de 51 episodios.
Hana-chan usa su magia para crecer hasta la edad de Doremi y las demás chicas y para cambiar la tienda mágica y va a la escuela con ellas mientras intenta aprobar los 9 niveles de bruja ya que al usar tanta magia su colgante mágico se rompió, pero tiene dos problemas: 1) tiene la mentalidad de una bebe; y 2) a las 12 AM en luna nueva se convierte en un bebe.
La fuente de poder que usan las aprendices en esta temporada es muy diferente al de las demás. Para realizar conjuros utilizan "joyas mágicas" que están situadas tanto en el extremo como en el centro del cracordeón. Puesto que el colgante mágico de Hana se rompió, para usar magia necesita también una fuente de poder limitado, por lo que las 5 aprendices tienen que ceder parte de su poder a Hana para que pueda hacer magia. Sin embargo, a diferencia de las demás aprendices, todo su equipamiento requiere de poder mágico, por lo que si se le agota no solo no puede hacer magia, sino que ni puede volar con la escoba ni puede ponerse el uniforme de aprendiz. Las joyas mágicas permiten usar muchísima magia antes de que se agoten, pero son tan extremadamente valiosas que no están a la venta. La única forma de conseguir nuevas joyas es hablando con la bruja que creó los cracordeones, la cual pide a las chicas que la ayuden en su trabajo de investigaciones para obtener nuevas joyas como recompensa.
Entre tanto, después de que la antigua reina del mundo de las brujas abriera parte de su corazón en la temporada Motto aparecen 6 ramas que le causan un profundo sueño y a la vez provocan tristeza entre los humanos, los brujos y las brujas. Doremi y sus amigas deberán hacer desaparecer esas ramas reproduciendo los regalos que ella hizo a sus 6 nietos: resulta que el hijo de la antigua reina tuvo 6 hijos y la madre de estos murió muy joven, por lo que, la antigua reina los cuidó y crio como si fuesen sus propios hijos hasta el día en que se marcharon de casa al darse cuenta de que su abuela nunca envejecía. Al ver que sus nietos no aparecieron cuando murió su hijo, decidió entrar en un profundo sueño. No fue hasta pasados unos mil años, cuando se despertó, que descubrió que sus nietos realmente querían volver, pero debido al accidente que sufrieron tardaron meses en lograrlo y les fue imposible estar presentes al morir su padre. Una vez que despertó, las aprendices de bruja consiguieron convencer a la antigua reina que eliminara la maldición que hacía que las brujas que fueran descubiertas por un humano se convirtieran en ranas. Para ello, hicieron un carrusel mágico compuesto por las dos reinas, las 7 aprendices, el elefante Pao, las brujas del senado y el cuarteto de magos. Todas las brujas rana volvieron a su forma normal (incluyendo la Bruja Ruka, la cual estuvo viviendo en la aldea de las brujas rana). A partir de este momento, si una bruja era descubierta ya no se transformaría, pero aun así decidieron seguir ocultándose puesto que la relación entre ambos mundos seguía cerrada. 
Al final de la temporada Doremi y las demás decidieron darle entre todas sus cristales mágicos a Hanna para crear uno solo. Poco antes de eso, Doremi y las demás deben elegir entre ser brujas o ser humanas, si elegían ser brujas podrían usar toda la magia que quisieran, pero dejarían de ser humanas y vivirán mucho más que los humanos. Finalmente, deciden quedarse como humanas puesto que se dieron cuenta de que podían lograr sus sueños sin la ayuda de la magia. Hana-chan, la Bruja Rika (Ya devuelta a su forma original) y las hadas regresan al mundo de las brujas y las chicas se separan, aunque seguirán siendo amigas por siempre.

### Ojamajo Doremi # (Sharp), La película
Ojamajo Doremi #: The Movie (映画おジャ魔女どれみ# Eiga Ojamajo Doremi Shāpu?)
fue la primera versión teatral de la serie y fue dirigida por Shigeyasu Yamauchi. Dura aproximadamente 27 minutos, que fue lanzada el 8 de julio de 2000 (junto con Digimon Adventure 02#Digimon Hurricane Touchdown / Supreme Evolution! The Golden Digimentals) para el Summer Toei Anime Fair 2000.
En la película, Pop realiza el examen del nivel 5 y al ir al Mundo de la Magia es seguida por Hana. Logra pasar el examen, encuentra a Hana y la persigue hasta el jardín de la Reina, donde encuentra una flor muy hermosa y decide llevarla a Flower Garden Maho-Do para cuidar de ella. Doremi, Hazuki, Aiko y Onpu se encuentran muy preocupadas por Hana, y cuando Pop llega a la tienda, Doremi la reprende y esta le muestra el Reconocimiento por haber pasado el nivel 5. Doremi la golpea y Pop se va corriendo con la flor mágica, después seguida por Hazuki, Aiko y Onpu. Entonces Pop, enojada con Doremi, desea que ésta se transforme en ratón y pierda su magia. Esto ocurre y Doremi se vuelve ratón justo cuando estaba alimentando a hana y su tap desaparece, y más tarde tiene que huir de un perro, mientras tanto Pop le explica a Majorika que la flor cambió, y ésta le explica que la flor mágica cumple los deseos buenos o malos de las personas, y que deben encontrarla antes de que arroje semillas. Pero la flor va cambiando de lugar y cumpliendo los deseos de las personas al hacerlo. Pop la separa de las demás y busca a Doremi, para esto se encoge del tamaño de un ratón. Al fin la encuentra y caen en una alcantarilla donde hay varias ratas que asustaban a hana y utiliza su mágica para que doremi pudiera trepar por las paredes, luego son encontradas por las chicas, que las regresan a la normalidad, y con un Magical Stage tratan de restablecer a la flor, pero no pueden. Entonces Pop llora y le pide a la flor mágica que regrese a su estado normal y no muera y las demás chicas también desean lo mismo. Entonces la flor siente el deseo de Pop y de Doremi y sus amigas, y juntas logran curar a la flor. Luego la flor regresa al Jardín de la Reina, y todo finaliza cuando Pop le pide a su madre le enseñe a tocar el piano.

### Mo~tto! Ojamajo Doremi, La película
Mōtto! Ojamajo Doremi: El secreto de la Rana de Piedra (も～っと!おジャ魔女どれみ: カエル石のひみつ Mōtto! Ojamajo Doremi: Kaeru Seki no Himitsu?) fue el segundo estreno en cines y salió oficialmente el 14 de julio de 2001, junto a Digimon Tamers: Battle of Adventurers y Kinnikuman: Segunda Generación, y al igual que en la primera película, fue dirigida de nuevo por Shigeyasu Yamauchi.
Durante sus vacaciones de verano, Doremi, su familia y amigas visitan a los abuelos de Doremi, donde conocen una leyenda de dos personas que se amaron y la rana era una bruja, ellas deciden ir a ver la estatua de rana, cuando llegan a la montaña donde está empieza una fuerte tormenta y usan sus poderes para subir hacia donde esta la estatua pero de repente sus poderes dejan de funcionar y no pueden volver a transformarse y suben a pie, cuando llegan a la estatua también llega el abuelo de Doremi y todas piensan que es un fantasma y corren excepto Doremi quien piensa que es un personaje de la leyenda que le contó su abuela pero resultó ser su abuelo, mientras las otras corren ven a otro "fantasma" igual pero este las detiene y les dice que él es el padre de Doremi, después todos regresan a la casa de los abuelos.

### Majo Minarai wo Sagashite
Majo Minarai wo Sagashite (魔女見習いをさがして?   lit. «Buscando una aprendiz de bruja») es la tercera película de la franquicia. Fue anunciada a mediados de 2019 siendo su estreno programado originalmente para el 15 de mayo de 2020 en cines, pero debido a la pandemia ocasionada por el COVID-19, su estreno finalmente dio lugar el 13 de noviembre de 2020.
La película está protagonizada por tres jóvenes trabajadoras (Mire Yoshizuki, Sora Nagase y Reika Kawatani), quienes crecieron viendo Ojamajo Doremi. Unidas por una gema mágica, las jóvenes de un universo alterno se embarvcar´una nueva aventura.
Los miembros del personal que trabajaron en la serie de anime original regresarán al proyecto, incluidos Junichi Sato como director, Midori Kuriyama como guionista y Yoshihiko Umakoshi como el diseñador de personajes. Las actrices de voz de la serie original repetirán sus papeles.

## Cortos animados
En el evento AnimeJapan 2019, Toei presentó su "Magia Estelar 20° aniversario", y entre sus anuncios estaba Ojamajo Doremi: Owarai Gekijō, una serie de cortos animados de comedia de dos minutos cada capítulo. La serie cuenta con 26 episodios, estando disponibles en el canal oficial de Toei en Youtube.
El 27 de diciembre de 2019 se anunció otra serie de cortos animados de 5 episodios llamada Honobono Gekijō, la que fue exhibida en el LB Pop-Up Theater en Tokio entre el 10 y el 20 de enero de 2020, lugar que albergaba una tienda dedicada a Ojamajo Doremi como parte de la conmemoración del 20° aniversario de la franquicia.

## Manga
Entre el 2000 y principios de 2003, la revista de manga Nakayoshi sacó una adaptación al manga de Ojamajo Doremi. La historia se basa en los acontecimientos del anime original y fue dibujado por Shizue Takanashi. Los capítulos fueron recopilados en volúmenes tankōbon por Kodansha. Se publicaron cuatro volúmenes en total, los tres primeros fueron bajo el título Ojamajo Doremi, cubriendo los acontecimientos de la serie original y Ojamajo Doremi #, el último volumen fue adaptado del arco de Mo~tto! Ojamajo Doremi y se tituló Eponymously.

## Novela ligera
El 5 de septiembre de 2011, Kodansha anunció la venida de la novela ligera Ojamajo Doremi 16 (おジャ魔女どれみ16 Ojamajo Doremi Jūroku?), con la obra original de Izumi Todo, historia escrita por Midori Kuriyama e ilustraciones de Yoshihiko Umakoshi. Se publicó en tres volúmenes por Kodansha entre el 2 de diciembre de 2011 y 30 de noviembre de 2012. La historia tiene lugar varios años después de los acontecimientos de la serie de anime, con los personajes principales ahora en la escuela secundaria, fue seguido por una segunda serie, Ojamajo Doremi 17 (おジャ魔女どれみ17 Ojamajo Doremi Jūnana?), publicado en tres volúmenes entre 02 de julio de 2013 y 28 de febrero de 2014 CD drama se incluyeron con la primera Ojamajo Doremi 16 'novela' y el tercero Ojamajo Doremi 17 'novela'.

## Videojuegos
La franquicia ha recibido unos cuántos videojuegos, la mayoría juegos educativos para niños.

### Sega Pico
Se lanzaron tres juegos para la Sega Pico, contando con varios minijuegos para niños:[cita requerida]
- Ojamajo Doremi Sharp (circa 2000)
- Mo-tto! Ojamajo Doremi (circa 2001)
- Ojamajo Doremi Dokkan! (circa 2002)

### PlayStation
Cuatro juegos se lanzaron para la Sony PlayStation, tres de ellos parte de la línea educativa KidsStation:
- Ojamajo Doremi Sharp Maho-dou Dance Carnival! (21 de septiembre de 2000), un videojuego musical similar a la mecánica de Dance Dance Revolution.[26]
- Mo-tto! Ojamajo Doremi: Maho-dou Smile Party (26 de julio de 2001), compuesto por minijuegos y actividades.
- Ojamajo Doremi Dokkan: Maho-dou Eigo Festival (20 de marzo de 2002), un software para enseñar inglés.
- Ojamajo Doremi Dokkan: Nijiiro Paradise (28 de noviembre de, 2002), un videojuego tipo Mario Party.

### Otras plataformas
- Naisho no Mahou (9 de noviembre de 2004), una novela visual para PC, protagonizada por el personaje exclusivo Majorythm.[27][28]

- Puyo Puyo!! Quest trajo el evento de colaboración del 20° aniversario de Ojamajo Doremi, con Doremi, Hazuki, Aiko, Onpu y Momoko con el atuendo Ojamajo de la primera temporada y sus voces originales, y también los personajes recurrentes Amitie, Spica, Sonia, Tilura y Kirin con el atuendo de Ojamajo, disponibles como personajes jugables, además de Majorika y otros personajes no jugables con la temática de la franquicia. El evento tuvo lugar entre el 15 y el 25 de noviembre de 2019.[29]

## Temas musicales

### Aperturas/Openings
- "Ojamajo Carnival!!" (おジャ魔女カーニバル!! Carnaval Mágico!!?) (primera temporada) Cantado por MAHO-Do (Chiemi Chiba, Tomoko Akiya, and Yuki Matsuoka)
- "Ojamajo wa Koko ni Iru" (おジャ魔女はココにいる Las brujas están aquí?) (#Sharp) Cantado por MAHO-Do (Chiba, Akiya, Matsuoka, and Rumi Shishido)
- "Ojamajo de BAN2" (おジャ魔女でBAN2?) Cantado por MAHO-Do (Chiba, Akiya, Matsuoka, Shishido, and Nami Miyahara)
- "DANCE! Ojamajo" (おジャ魔女 Ven y baila DANCE!?) Cantado por MAHO-Do (Chiba, Akiya, Matsuoka, Shishido, Miyahara, and Ikue Ohtani)
- "Na-I-Sho-Yo! Ojamajo" (ナ・イ・ショ・Yo! おジャ魔女 Es-un-se-creto! Mágico?) Cantado por MAHO-Do (Chiba, Akiya, Matsuoka, Shishido, and Miyahara)

### Cierres/Endings
- "Kitto Ashita wa" (きっと明日は Llegas a mí?) (primera temporada). Cantado por Saeko Shu
- "Koe wo Kikasete" (声をきかせて Quiero oír tu voz?) (#Sharp) Cantado por MAHO-Do (Chiba, Akiya, Matsuoka, and Shishido)
- "Pop na Yuki" (ぽっぷな勇気 El valor de pop?) (primera película # Sharp). Cantado por Manami Komori
- "Takaramono" (たからもの Precioso tesoro?) (Motto!). Cantado por Yui Komuro
- "Natsu no Mahō" (夏のまほう La magia del verano?) (segunda película Mo~tto!) Cantado por MAHO-Do (Chiba, Akiya, Matsuoka, Shishido, and Miyahara)
- "Watashi no Tsubasa" (わたしのつばさ Mis alas?) (Primera de Dokka~n! Episodios 1-13, 31-51). Cantado por Masami Nakatsukasa
- "Ojamajo Ondo de Happippi" (おジャ魔女音頭でハッピッピ!! Brujitas alegres y contentas?) (Segunda de Dokka~n! Episodios 14-30) Cantado por MAHO-Do (Chiba, Akiya, Matsuoka, Shishido, Miyahara, and Ohtani)
- "Suteki Mugendai" (ステキ∞ Que la belleza crecerá mucho más?) (Na-i-sho Episodios 1-11, 13) Cantado por MAHO-Do (Chiba, Akiya, Matsuoka, Shishido, and Miyahara)